# Верхуслава Всеволодовна (дочь Всеволода Юрьевича)
Верхуслава Всеволодовна (в крещении — Анастасия; ок. 1180 — ок. 1220) — дочь Всеволода III Юрьевича Большое Гнездо.
В возрасте 8 лет была выдана за княжича Ростислава, сына великого князя киевского Рюрика Ростиславича, который дал своей снохе город Брягин.
Овдовела в 1218 году, оставив дочь Измарагду-Евфросинию Ростиславну.